# Olena Ronzhyna
Olena Ronzhyna est une rameuse ukrainienne née le 18 novembre 1970 à Dnipro.

## Biographie
Elle dispute les épreuves d'aviron aux Jeux olympiques d'été de 1996 à Atlanta où elle remporte une médaille d'argent en quatre de couple.

## Palmarès

### Jeux olympiques
- Jeux olympiques d'été de 1996 à Atlanta
  -  Médaille d'argent en quatre de couple[1]